# La Jeune Tarentine
La Jeune Tarentine est une statue en marbre de 1871 du sculpteur français Alexandre Schoenewerk (1820-1885) d'après un poème d'André Chénier, exposée au Musée d'Orsay de Paris. 

## Historique

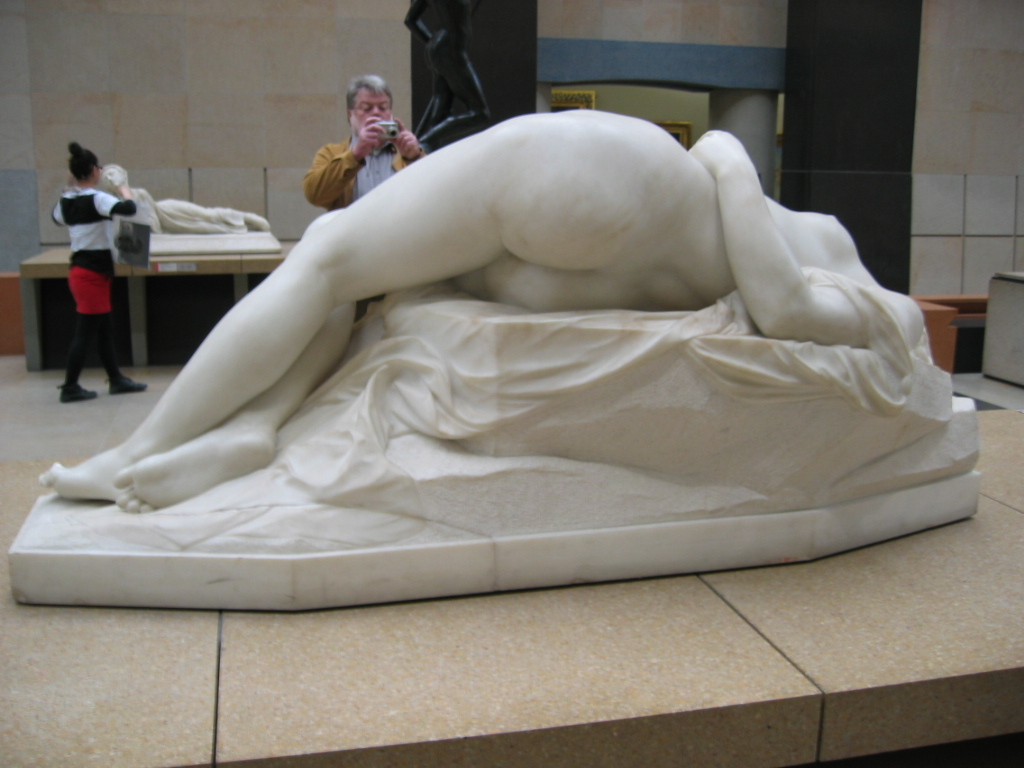
La jeune Tarentine

Présentée au salon de 1872, cette œuvre a aussitôt été acquise par le Service d'achat aux artistes vivants. Attribuée en 1874 aux Musées nationaux, elle fut alors exposée au musée du Luxembourg puis au musée du Louvre à partir de 1876. 
Elle a ensuite été déposée au Musée national du château de Compiègne de 1881 à 1986. Elle est depuis présente dans les collections du Musée d'Orsay.